# استارمن (ترانه)
«استارمن» (انگلیسی: Starman) ترانه‌ای از موسیقی‌دان انگلیسی دیوید بویی است. این ترانه در ۲۸ آوریل ۱۹۷۲ توسط آرسی‌ای رکوردز به عنوان تک‌آهنگ آغازین پنجمین آلبوم استودیویی بویی، ظهور و سقوط زیگی استارداست و عنکبوت‌ها از مریخ منتشر شد. بویی و کن اسکات به صورت مشترک این ترانه را در ۴ فوریه ۱۹۷۲ در استودیوی ترایدنت در لندن با بند پشتیبان خود به نام اسپایدرز فرام مارس ضبط کردند. این ترانه بعداً در آلبوم قرار داده شد و به عنوان پاسخ مستقیم به درخواست دنیس کاتز از آرسی‌آی رکوردز برای یک تک‌آهنگ نوشته شده‌است. این ترانه جایگزین بازخوانی ترانه «اطراف و اطراف» چاک بری در آلبوم شد.